# La balada de Aotrou e Itroun
«La balada de Aotrou e Itroun» (The Lay of Aotrou and Itroun en el original inglés) es un poema de 508 versos, compuesto por el escritor británico J. R. R. Tolkien en 1930 y publicado en la revista The Welsh Review de Cardiff de diciembre de 1945 (volumen IV, número 4, páginas 254 a 266).
Aotrou e Itroun en bretón significan ‘señor’ y ‘señora’, respectivamente.

## Contenido
El poema tiene la métrica de un lay bretón, una forma popular en la literatura en inglés medio del siglo XII. La acción del poema podría ser datada indirectamente por el verso 429 («and Dirige the white priests sing») a principios del siglo XII, momento en el que la Orden del Císter (frecuentemente motejados como «the white monks», «los monjes blancos») acababa de ser fundada (1098) y vivía un momento de fuerte expansión bajo el liderazgo de Bernardo de Claraval, momento en el que entraron en Bretaña. Esta datación es consistente además con la forma métrica elegida por Tolkien para la obra.

### Sinopsis

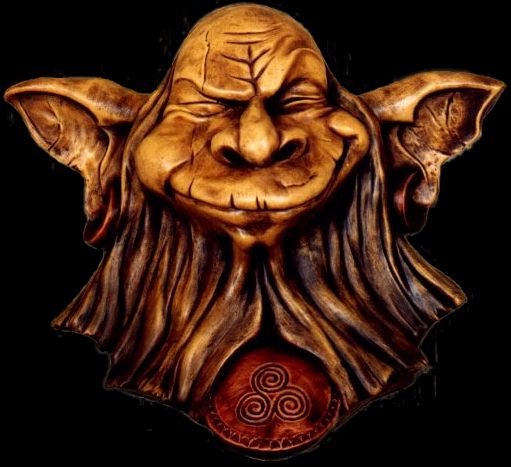
Representación artística de un korrigan, pequeño elfo de los bosques bretones.

En el poema, Aotrou e Itroun son una pareja de nobles bretones. Como no tienen hijos, Aotrou busca la ayuda de una bruja, a la que es guiado por una cierva blanca. Cuando Itroun está con los gemelos recién nacidos, la bruja reaparece, revelándose como una korrigan, y pidiendo el amor de Aotrou como pago. Aotrou sacrifica su honor caballeresco a los valores cristianos, y rompe su palabra.

I gave no love. My love is wed;
my wife now lieth in child-bed,
and I curse the beast that cheated me
and drew me to this dell to thee.
No doy amor. Mi amor está casado;
mi esposa yace ahora con los niños,
y yo maldigo a la bestia que me ha engañado
conduciéndome a este valle hacia sí.

Maldecido por la korrigan a morir en tres días, Aotrou afronta las consecuencias y pone sus esperanzas en la Providencia:

In three days I shall live at ease
and die but when it God doth please
in eld, or in some time to come
in the brave wars of Christendom.
En tres días viviré en la gloria
y moriré pero cuando a Dios le plazca
en el pasado, o en algún tiempo por venir
en las aguerridas guerras de la Cristiandad.

Aotrou fallece tras los tres días, su esposa muere por ello de pena y son enterrados juntos, y no viven para ver crecer a sus retoños.

### Temática

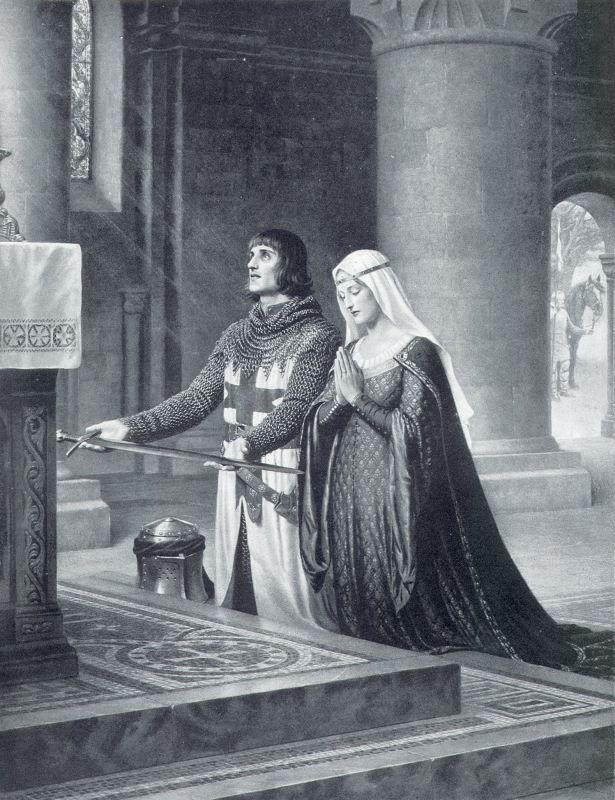
El poema refleja el conflicto entre el amor cristiano y el amor gentil. The Dedication (1908), de Edmund Blair Leighton.

Este lay moderno explora el conflicto entre los valores de la caballería heroica y el cristianismo, y su relación con la institución del matrimonio. Aotrou e itroun son dos palabras bretonas que significan «señor» y «señora» respectivamente. En su planteamiento y temática ha sido comparado con «El cuento del terrateniente» («The Franklin's Tale»), uno de Los cuentos de Canterbury de Geoffrey Chaucer; otro lay bretón anterior en cinco siglos a éste. Sin embargo, el desenlace de ambas obras es contrario: mientras que Dorigen (el protagonista de Chaucer) sacrifica sus valores cristianos a las imposiciones del código de caballería y con ello salva su felicidad, Aotrou renuncia al código para no volver a pecar (ya lo había hecho al tratar con la korrigan), sacrificando con ello su felicidad mundana, e incluso la de su amada y sus hijos recién nacidos, para salvar su alma inmortal.